# 仙台市立中野小学校

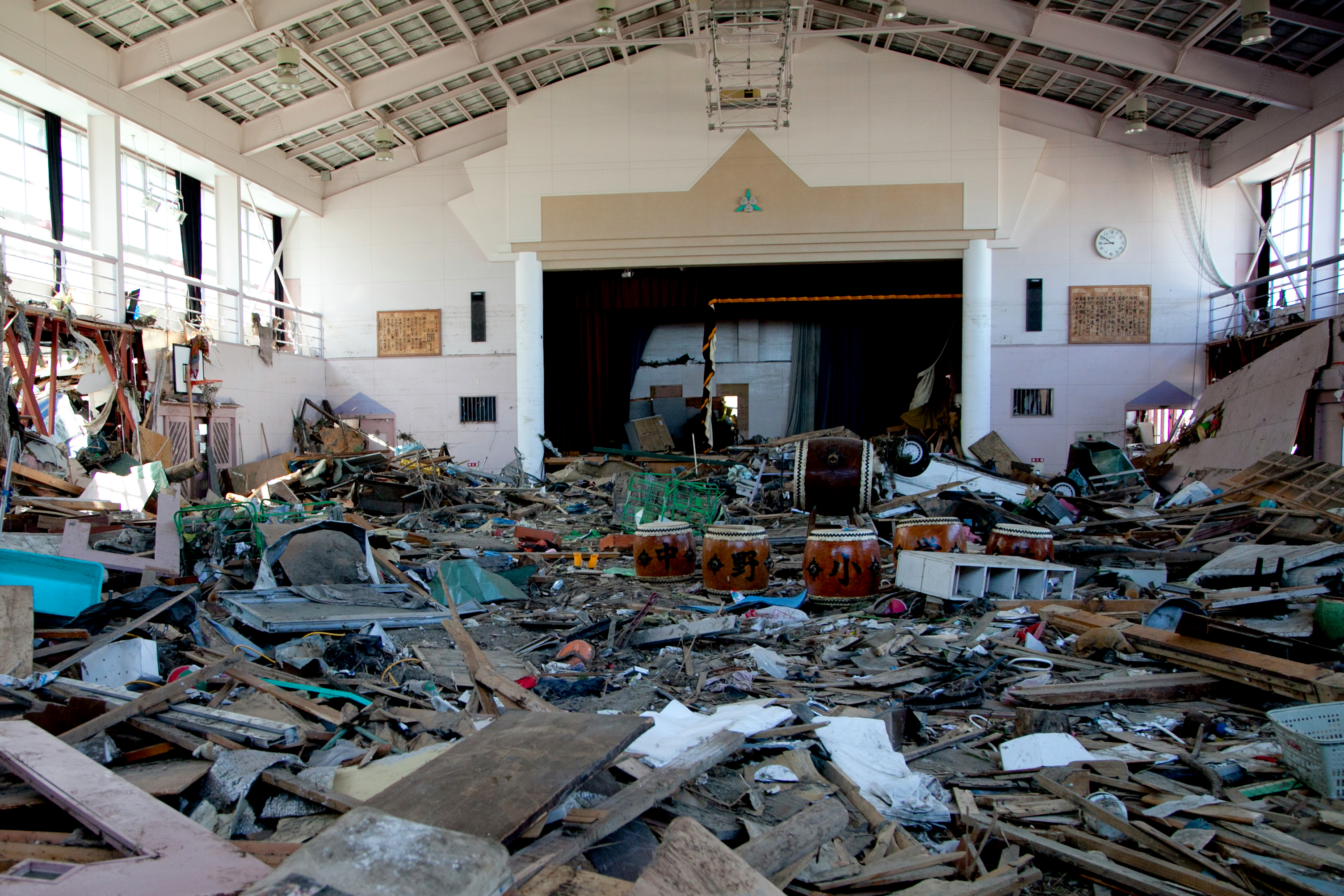
津波の被害を受けた体育館内部の様子（2011年4月6日）

仙台市立中野小学校（せんだいしりつ なかのしょうがっこう）は、かつて宮城県仙台市宮城野区に存在した公立小学校である。

## 概要
仙台市の東部に位置する住宅地にあり、南に七北田川、北に仙台港（仙台塩釜港仙台港区）がある。

## 沿革
- 1873年（明治6年）7月15日 - 開校
- 1947年（昭和22年） - 仙台市立中野小学校に改称
- 1971年（昭和46年） - 仙台港新設のため現在地に移転
- 2011年（平成23年）3月11日 - 東北地方太平洋沖地震（東日本大震災）に伴う津波で被害を受け、校舎が使えなくなった。
  - 中野栄小学校を間借りしての授業となっていた。
- 2016年（平成28年）3月31日 - 中野栄小学校と統合し、閉校[1]

## 学区
- 中野の大部分、蒲生の一部の大部分、港

## 卒業後
- 高砂中学校に進学する。